# 比嘉稔
比嘉 稔 （ひが みのる、1941年9月18日 - ）は、究道館小林流空手会長、連盟会長、総師範である。彼の努力と一族の努力から、究道館を沖縄県外において人気を博することになる。 

## 若いころ
比嘉稔は十段で、比嘉佑直と比嘉仁達の甥として1941年9月18日、沖縄県那覇市で生まれた。 彼の武道の最初の経験（ 柔道 ）は11歳の時に玉城洋元の指導のもとであった。 1960年、横本伊勢吉の弟子となり、叔父の祐直と空手を始める。 
同年、ウェイトトレーニングへの情熱に後押しされ、日本ボディービルセンターに在籍。 1960年以降は柔道で有名な講道館で修業し四段を取得。   
ウェイトトレーニングと柔道と空手の激しい練習を通じて開発した彼の体格は、比嘉が大学入学後に始めたボクシングのチャンピオンになるのに役立つ。 
1964年、大学ではビジネスと経済学を専攻し卒業した。  

## 空手生活と究道館の広がり
1969年の特別招待された日本空手道選手権のために日本武道館で演武を行う。1971年に根拠地である那覇ボディービルセンター（今日は「那覇ジム」として知られる）をオープンし、叔父である祐直の指導の下、究道館本部道場で空手トレーニングを続けた。 
1976年、伊波光太郎主宰の琉球古武道　琉棍会会員。 
1977年、 裕直とともに沖縄究道館空手道アルゼンチン選手権大会を主宰する少林流究道館連盟（比嘉仁達主宰）招聘でアルゼンチンを訪問。この時期、比嘉友比古、仁達、オスカー比嘉、比嘉紅人とともに催した演武は、比嘉ファミリースクールの名前を広めるのに役立つことになる。  

## 究道館会長
沖縄究道館空手道連盟の副会長を務め、道場の発展に専念することを決意し、祐直の死後、空手道連盟世界沖縄少林流究道館の会長に就任した。 
稔は著名な起業家であり、究道館の世界的な代表であるだけでなく、沖縄空手道・古武道連盟の委員であり、 琉球古武道 金会流協会副会長、沖縄ボディービル委員長を務めている。協会、日本ボディービル連盟の会員および審判、日本パワーリフティング協会の会員および審判。 
1998年11月、 パレルモで開催された少林流究道館空手道の国際大会を主宰し、展示やトレーニングセッションに参加するため、道場イタリア支部の招待によって 他の著名な師匠らと共に特別ゲストとして初めてイタリアを訪れた。 
2010年4月、彼は師範で8段であるPatrick Rault（究道館道場の国際専門家、フランス空手道連盟FFKDAの連邦専門家、究道館全フランス公式代表、www.kyudokan.fr）に招待され、パリでのセミナーを主導。カネ・アン・ルシヨン、パリ・ベルシーと呼ばれる有名な武道のデモンストレーションに参加し、カタ・ジヨン、妻のノリコが有名な沖縄の伝統舞踊を披露し、ドイツ、ポーランド、アメリカ、フランスの人々で構成される究道館メンバーグループがNeihanshi Shodanを披露した。 